# Schläfer (Film)
Schläfer ist ein österreichisch-deutsches Filmdrama von Benjamin Heisenberg aus dem Jahr 2005.

## Handlung
Johannes Mehrveldt, ein naturwissenschaftlicher Forscher, der bei einem Institut neu angestellt wird und zu Hause seine Großmutter mit pflegt, wird vom Geheimdienst gebeten, einen Kollegen zu überwachen. Farid Atabay – ein vermeintlicher Schläfer – arbeitet mit ihm zusammen und persönliche, berufliche und politische Ebenen vermischen sich.
Die Eröffnungsszene zeigt, wie eine Frau vom Verfassungsschutz, Frau Wasser, im Park versucht, Johannes vor seinem ersten Arbeitstag anzuwerben. Er soll seinen algerischen Wissenschaftskollegen Farid ausspionieren und über ihn berichten. Frau Wasser wirkt bieder und hat nichts vom Klischee einer Geheimdienstmitarbeiterin. Johannes entscheidet sich gegen eine Zusammenarbeit und tritt seine Arbeit als Wissenschaftler an, doch seine Sichtweise auf Farid ist ab nun voreingenommen. Obwohl sie wissenschaftliche Konkurrenten sind, versuchen beide zu kooperieren und sich in der Freizeit, beim Bier und gemeinsamen Computerspielen besser kennenzulernen.
Als die beiden die Kellnerin Beate treffen, verliebt sich Johannes in sie und Beate, Johannes und Farid verbringen nun häufiger ihre Freizeit zu dritt. Später wird klar, dass Beate mit Farid zusammenkommt.
In den nächsten Einstellungen ist zu sehen, wie Johannes von sich aus Kontakt zu Frau Wasser vom Verfassungsschutz aufnimmt und über Farids Kontakte berichtet. Johannes versucht weiterhin Beate zu gewinnen, es kommt auch zum Sex zwischen ihnen im Fitnessstudio, der jedoch für die Beziehungen folgenlos bleibt. Trotz der spürbaren Spannungen unternehmen die drei weiterhin zusammen etwas, Farid ist jedoch von Beates „Aufmerksamkeitssuche“ zunehmend genervt. Er berichtet in diesem Zusammenhang Johannes auch davon, dass er in die Rasterfahndung geraten sei. Immer wieder sind Szenen zu sehen, in denen Farid zum Beispiel im Gespräch mit einem Kollegen in eine fremde Sprachen wechselt, es wird erwähnt, dass er Silberfolie vor seinen Fenstern habe und dass er Kontakte habe.
Johannes kündigt schließlich dem Verfassungsschutz die Zusammenarbeit auf. Als Farid in der Fachzeitschrift „nature“ publizieren kann, fühlt sich Johannes um seinen eigenen Beitrag und seine Mitautorenschaft betrogen und es kommt zum Streit zwischen ihm, seinem Professor und Farid. Er fragt Farid danach, ob er bete, was diesen sichtlich irritiert.
Wie in Radiosequenzen deutlich wird, hat am selben Abend ein Anschlag auf ein Gebäude in München stattgefunden und Farid gerät immer weiter in Verdacht. In einer Szene ist schließlich zu sehen, wie Farid nach der Verabschiedung von Johannes auf dem Nachhauseweg von mehreren Männern überwältigt wird und im Auto weggebracht wird, während Johannes die Szene offen beobachtet, jedoch nicht eingreift. Johannes hätte die Möglichkeit, gegenüber der Frau vom Verfassungsschutz zu bezeugen, dass er zum Zeitpunkt des Anschlages mit Farid zusammen war; er äußert sich jedoch nicht, obwohl ihn die Frau ausdrücklich darauf aufmerksam macht, dass sie sein Schweigen als Nein interpretieren werde. Im Institut teilt ihm der Professor mit, dass sich durch die Ereignisse um Farid die Sachlage geändert habe und nun die Studie doch unter seinem – Johannes’ – Namen publiziert werde. Johannes nimmt das kommentarlos zur Kenntnis. Er kehrt nach Hause zurück zu seiner Großmutter, die reglos daliegt, und betet für sie den Psalm 23 aus der Bibel.

## Kritik
„Das Erstlingswerk nimmt die Anschläge vom 11. September 2001 zum Anlass, um das Bild einer zutiefst verunsicherten Gesellschaft zu zeichnen, die ihre Mitglieder unter Generalverdacht stellt. Ein subtil entwickelter Film, der die Atmosphäre von Beklemmung und Paranoia spürbar macht und seine formalen Mittel kongenial in den Dienst dieser Erfahrbarmachung stellt.“

## Auszeichnungen (Auswahl)
- 2005: First Steps Award
- 2005: Midas Prize, Europaws, for best fiction drama set in science and technology, London.
- 2005: Award Cinéma Tout Ecran best movie, Perspectives, Festival Tous Écrans, Genf
- 2006: Spezialpreis der Jury, Festival Premiers Plans d’Angers
- 2006: Max Ophüls Preis (Bester Film, Bestes Buch, Beste Musik).
- 2006: Bester Film, Filmkunstfest Mecklenburg-Vorpommern.
- 2006: Best Movie, Festival du Cinéma Politique, Barcelona.